# Aladár Pege
Aladár Pege (8. října 1939 Budapešť – 23. září 2006 Budapešť) byl maďarský kontrabasista, který vynikl v oblasti jazzu i klasické hudby.

## Život
Pocházel z romské muzikantské rodiny. Hudební vzdělání získal na Liszt Ferenc Zeneművészeti Egyetem v Budapešti, kde později také působil jako pedagog. S jazzem začínal v kvartetu Attily Garaye. V roce 1964 založil vlastní soubor a téhož roku byl oceněn na prvním ročníku Mezinárodního jazzového festivalu Praha. Vynikal v technice pizzicato a byl nazýván „Paganini kontrabasu“.
Spolupracoval s Walterem Norrisem, Dexterem Gordonem, Wyntonem Marsalisem, Albertem Mangelsdorffem a Michałem Urbaniakem. Na Montreux Jazz Festivalu v roce 1970 získal cenu pro nejlepšího sólistu. V roce 1978 mu byla udělena Cena Ference Liszta a v roce 1986 byl jmenován zasloužilým umělcem. V roce 1982 vystupoval s Herbiem Hancockem v newyorské Carnegie Hall. Vdova po Charlesi Mingusovi mu věnovala manželův nástroj, Pege pak hrál Mingusův repertoár s mezinárodním big bandem Mingus Dynasty. V devadesátých letech účinkoval ve skupině Take Four s kytaristou Gyulou Babosem. Na počátku nového tisíciletí získal Záslužný kříž Maďarské republiky a Kossuthovu cenu. Po Pegeho smrti byl založen pamětní výbor, který pečuje o umělcův odkaz a uděluje Ceny Aladára Pegeho.

## Diskografie
- 1970 Montreux Inventions
- 1980 II.
- 1982 Live
- 1988 International Jazz Workshop
- 1990 The Virtuoso Double Bass
- 1990 The Virtuoso Solo Bass Vol.3.
- 1991 Hungarian Jazz Workshop Vol. 1.
- 1994 Great Jazz Duos
- 1995 Hungarian Jazz Workshop Vol. 2.
- 1999 Classic Live 1998/1999
- 2000 Classic Live 1999/2000
- 2001 Classic Live 2000/2001